# 包洛绍焦尔毛特区
包洛绍焦尔毛特区（匈牙利語：Balassagyarmati járás），是匈牙利诺格拉德州的一个区，总面积532.94平方公里，总人口40,326人（2011年），人口密度76人/平方公里。中心城市为包洛紹焦爾毛特。

## 市镇
包洛绍焦尔毛特区包含一个城镇和28个村庄。